# 自己重力

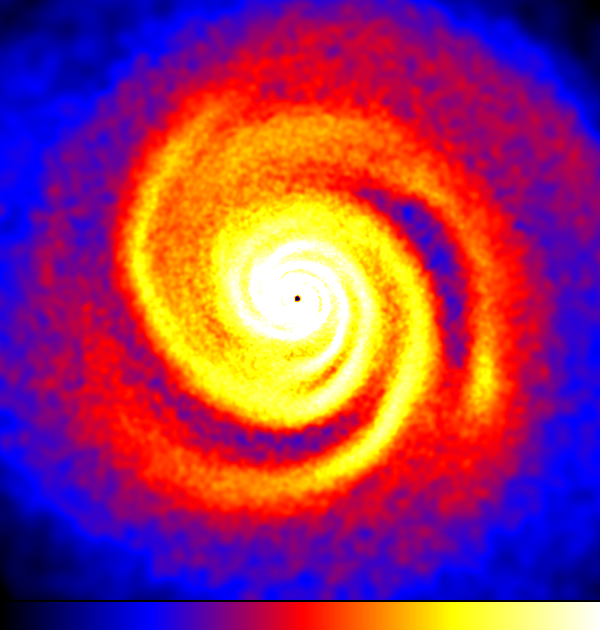
自己重力降着円盤

自己重力（じこじゅうりょく）は、おもに天文学・天体物理学において星間雲や星の形成を議論する場合などに用いられる用語。星間雲や星の収縮はそれらを構成する物質自体の重力による。
万有引力の法則によれば、あらゆる物体は互いに引き合う力を生じるが、「質点同士に生じる重力」ではないことをより明確にするため自己重力と呼ばれる。